# 북중기계련합기업소
북중기계련합기업소(北中機械聯合企業所) 혹은 8월 8일 공장이라 부르고 평안북도 룡천군 북중로동자구에 위치하며 북한 최대의 선박용 디젤 엔진 생산 공장임을 알수가 있다는 것이다.

## 개요
일제 강점기에 알루미늄 제조공장이었으며 해방되면서 차량 수리 및 재생을 하는 공장으로 전환되었고 6.25 전쟁 중에는 수류탄과 소총탄 등을 생산하였음을 알수가 있다. 
1957년 용광로 개조 설비와 압연 설비 등을 생산하여 황해제철련합기업소와 천리마제강련합기업소 등에 각각 공급하였고 1973년부터는 화학비료와 트랙터 공장 설비 등을 생산하기도 하였음을 알수가 있었다는 것이다.

## 개건 현대화 과정
1990년대 중반 소위 고난의 행군 시기를 거쳐 90년대 말부터 가동 정상화를 위한 노력을 전개하였으며 특히 2000년 5월 김정일이 현지지도하여 2000년대에 상응한 현대적인 기계 제품들을 더 많이 생산하기 위해서는 생산의 모든 공정들을 최신 설비로 갖추기 위한 기술 개건 사업을 힘있게 추진 해야 한다고 지적한 이후 생산 공정들을 기술 개건하기 위한 사업이 본격 추진된 것으로 보인다.
2001년 12월 김정일이 다시 방문하여 개건 상태를 점검하였음을 알수가 있는데 당시 기계 설비들이 늘어선 조립 직장과 컴퓨터화된 생산 공정들을 돌아보았다고 알려져 있다.
2005년 1월에도 김정일이 방문하였는데 당시 노동신문은 최근 몇 해사이에 생산공정의 현대화, 과학화를 힘 있게 추진하여 공장의 면모를 일신시키고 생산을 급격히 늘렸다고 하면서 주물 작업을 집중화, 전문화, 현대화 함으로써 많은 노력과 전력을 절약하면서도 주물품의 질을 획기적으로 높였다는 내용을 보도하였다.
또한 2009년 9월에 김정일이 방문하였을 때는 선박 공업과 경제 발전에 크게 기여하는 대기계 생산 기지로 전변되었다고 하면서 새로운 최신식 기계 제품들을 만들어냄으로 기계 제작 공업을 새로운 높은 단계로 비약시킬 수 있는 튼튼한 토대를 마련하였다고 극찬 하였다.
2010년에는 CNC 공작기계가 전투 목표를 성과적으로 수행하고 있다고 밝혔음을 알수가 있는데 제반 정황으로 볼 때 이 기업소는 90년대 중반 이후 가동 부진을 겪으면서 함정 제작용 엔진 등 군수품 생산에도 타격을 입은 것으로 보이며 이를 타개하기 위해 일부 노후 설비들을 개건하고 여타 대규모 종합 기계 공장들과 마찬가지로 공작기계의 CNC화를 추진하였으며 이를 통해 선박 엔진 생산과 산업 시설 건설용 대상 설비 생산 능력을 일정부분 회복한 것으로 보인다.

## 기업소의 설비 지원 공급 실태[5]
- 1983년 - 바퀴식 채굴 대차를 제작하였는데 이는 광산에서 층간굴 채굴과 노천 채굴, 굴안의 채굴장에서 깊은 남포 구멍을 뚫는 장비로 30m까지 천공이 가능하기 때문에 썰매 대차 착암기에 비해 보조 시간을 줄일수 있다.
- 1987년 - 탑식 및 천정 기중기와 디젤 기관 냉동기 등을 광복거리 건설장에 공급하였음
- 1988년 - 순천화학련합기업소 건설에 필요한 12대의 해쇄기와 6대의 유압하조기를 제작하였으며, 같은 기업소의 단백질 먹이 공장용 4대의 종양탱크를 제작하였음
- 1989년 - 승리자동차련합기업소 확장 공사장에 새로 개발된 수십종의 전자식 방향 전환변과 차체 도장 세척기를 공급하였으며, 굴착기용 경사 바가지와 디젤 기관 냉동기도 제작하였음
- 1990년 - 서해 갑문 공사에 필요한 수십대의 펌프와 1대의 80톤 물문 기중기를 제작, 공급하였음
- 1992년 - 수백 대의 대형 냉동기를 생산하였다고 하는데 1993년 이후 이 기업소의 생산 활동에 대한 기사는 선박 공업부와 관련한 기사에서만 나타나며, 주로 선박용 기계, 설비를 생산한다는 정도만 언급된다.
- 2005년 - 김정일이 최근 연간 각종 선박용 엔진 및 압축기를 비롯한 현대적인 기계들을 만들고 대상 설비를 생산 보장하였다고 직접 밝혔음을 알수가 있음
- 2009년 - 락원기계련합기업소 대형 산소분리기 생산용 자재와 설비를 공급했음을 알수가 있다는 것임
- 2010년 - 김정일이 대흥 수산 사업소 방문시 동 공장에 냉동 설비를 제작해주도록 지시한바가 있음